# Ibbadi, Arkalgud
Ibbadi là một làng thuộc tehsil Arkalgud, huyện Hassan, bang Karnataka, Ấn Độ.